# پوشاک در هند

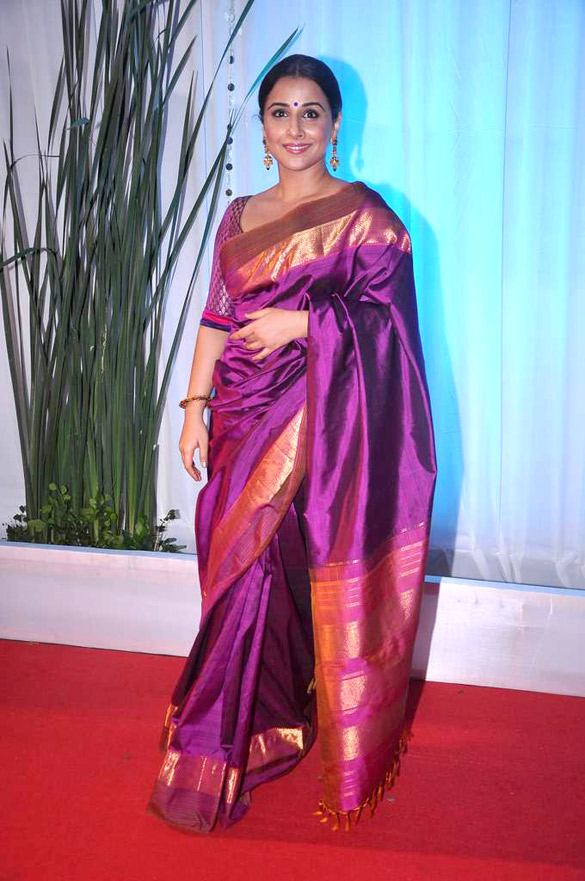
ساری ابریشمی بنفش که ویدیا بالن پوشیده است.

پوشش در هند (انگلیسی: Clothing in India) به اقوام مختلف، جغرافیا، اقلیم و سنت‌های فرهنگی مردم هر منطقه از هند بستگی دارد. از لحاظ تاریخی، پوشش مردان و زنان از جامه‌های ساده مانند کائوپینام (Kaupinam)، لانگوتا، اچکن، لونگی، ساری، هم چنین مراسم و اجراهای رقص، نشأت گرفته‌است. در نواحی شهری، پوشش غربی رایج است و به‌طور یکنواخت توسط مردم در تمام سطوح اجتماعی پوشیده می‌شود. هند همچنین از نظر بافت، الیاف، رنگ و جنس لباس دارای تنوع بسیار زیادی است. برخی اوقات، نظام انتخاب رنگ پوشش، بر مبنای علاقه به مذهب و آیین، همراه هستند. پوشش در هند، هم چنین طیف وسیعی از گلدوزی هندی، نقش‌ها، دست دوزی، زینت آرایی، سبک‌های پوشیدن لباس‌ها را در بر می‌گیرد. آمیزه وسیعی از پوشش سنتی هندی و سبک‌های غربی را می‌توان در هند مشاهده کرد.

## پیشینه
پیشینهٔ به ثبت رسیده پوشاک در هند، به هزارهٔ پنجم قبل از میلاد در تمدن دره سند بازمی‌گردد که پنبه را ریسیده، بافته و رنگ می‌کردند. سوزن استخوانی و دوک جوبی در محل‌های حفاری کشف شد ه است. صنعت پنبه در هند باستان به خوبی توسعه یافته بود و چند متد از آن دوران تا به امروز باقی مانده‌است. هرودوت، مورخ یونان باستان، پنبه هندی را به عنوان «پشمی فراتر از زیبایی پشم گوسفتد و نیکوتر از آن» توصیف کرده بود.